# Рино, Маркус
Ма́ркус Э́лберт Ри́но (англ. Marcus Albert Reno; 15 ноября 1834 — 30 марта 1889) — офицер армии США,  участник Гражданской войны и Индейских войн, командир батальона в битве при Литтл-Бигхорн.

## Биография
Маркус Рино родился в городе Карролтон, штат Иллинойс, в семье Джеймса и Шарлотты Рино. В 1857 году окончил Военную академию США, по успеваемости был 20-м среди 38 курсантов своего класса. В чине второго лейтенанта был зачислен в 1-й Драгунский и отправлен в Орегон.
Во время Гражданской войны в чине капитана сражался на стороне северян, был ранен. В 1863 году женился на Мэри Ханне Росс из города Гаррисберг. Когда его жена скончалась в 1874 году, Рино не смог присутствовать на её похоронах, он находился в то время на территории Монтаны и армейское руководство отклонило его просьбу разрешить отправиться на похороны супруги.
В 1868 году Рино получил звание майора и был переведён в 7-й Кавалерийский полк. В 1876 году участвовал в Великой войне сиу. После гибели командира Джорджа Армстронга Кастера в битве при Литтл-Бигхорн был обвинён в трусости и предстал перед военным трибуналом в феврале 1877 года. В январе 1879 года Рино повторно вызвали в суд по инициативе литератора Фредерика Уиттакера, который обратился в Конгресс США с просьбой продолжить судебное расследование. Суд длился почти месяц. 9 февраля все судебные действия по делу Рино были закрыты. Хотя Маркус Рино был оправдан, его репутация была безнадёжно испорчена. Впоследствии, он совершил несколько дисциплинарных нарушений и 1 апреля 1880 года был изгнан из армии.
Не имея никакой гражданской профессии, последние годы бывший майор провёл в крайней нужде. Он поселился в Вашингтоне и устроился на низкооплачиваемую должность, пытался опубликовать свои воспоминания, но сделать это ему не удалось. 29 марта 1889 года Маркус Рино скончался от рака языка после неудачной операции.

## Реабилитация
В 1967 году по просьбе Чарльза Рино, правнука бывшего майора, «дело Рино» было официально пересмотрено и суд посмертно восстановил Маркуса Рино в армии и звании. В сентябре 1967 года останки Рино был торжественно похоронены на Национальном военном кладбище на территории Национального мемориального комплекса Литтл-Бигхорн батлфилд в штате Монтана.